# Археологический музей (Франкфурт-на-Майне)
Археологический музей Франкфурта-на-Майне (нем. Archäologisches Museum Frankfurt a. M.) — археологический музей Франкфурта-на-Майне, посвящённый местной истории Германии.

## Коллекция
Основу коллекции музея становят экспонаты от времён неолита и кельтов, этрусков и Римской империи.

## Галерея

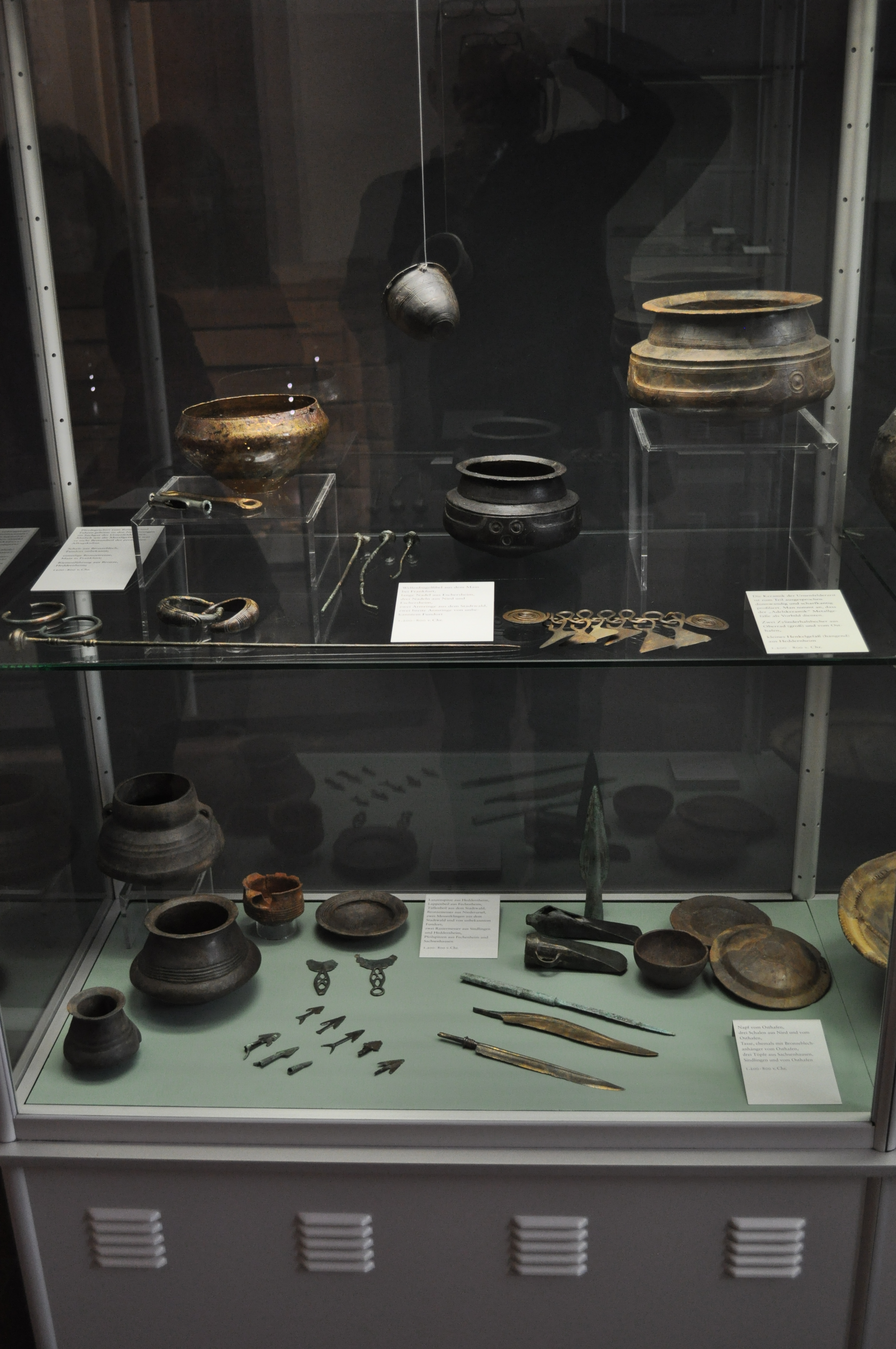
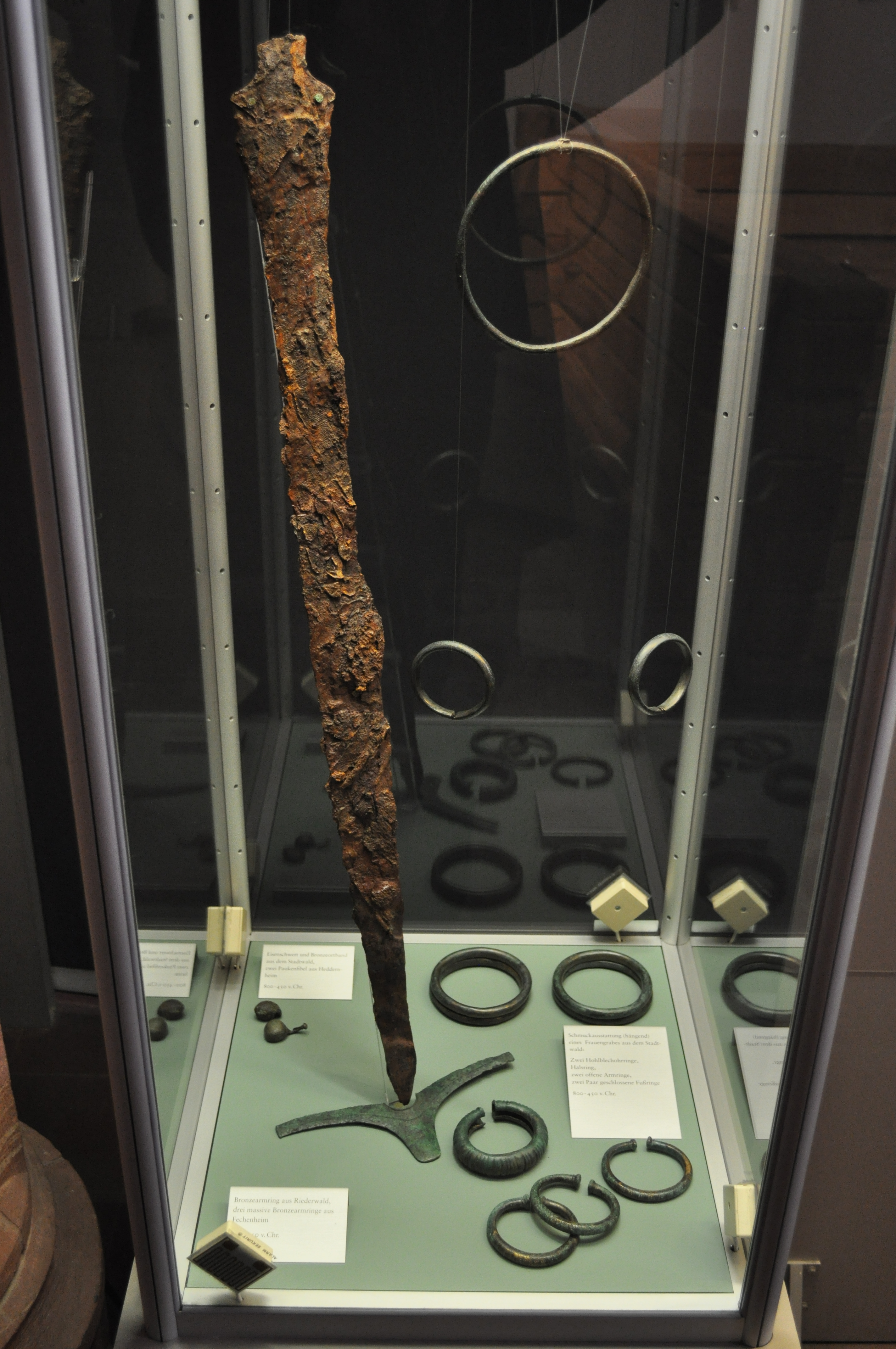
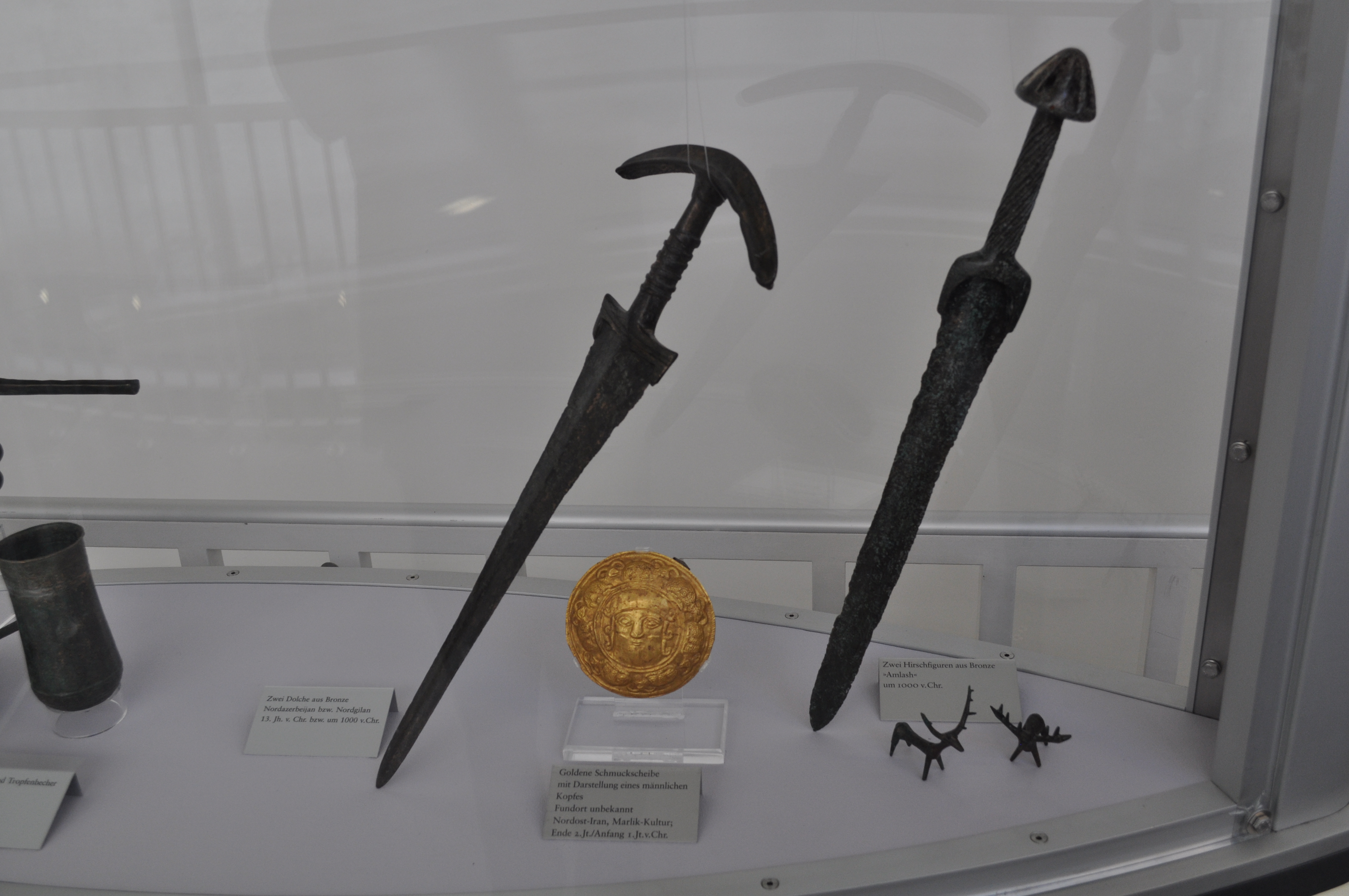
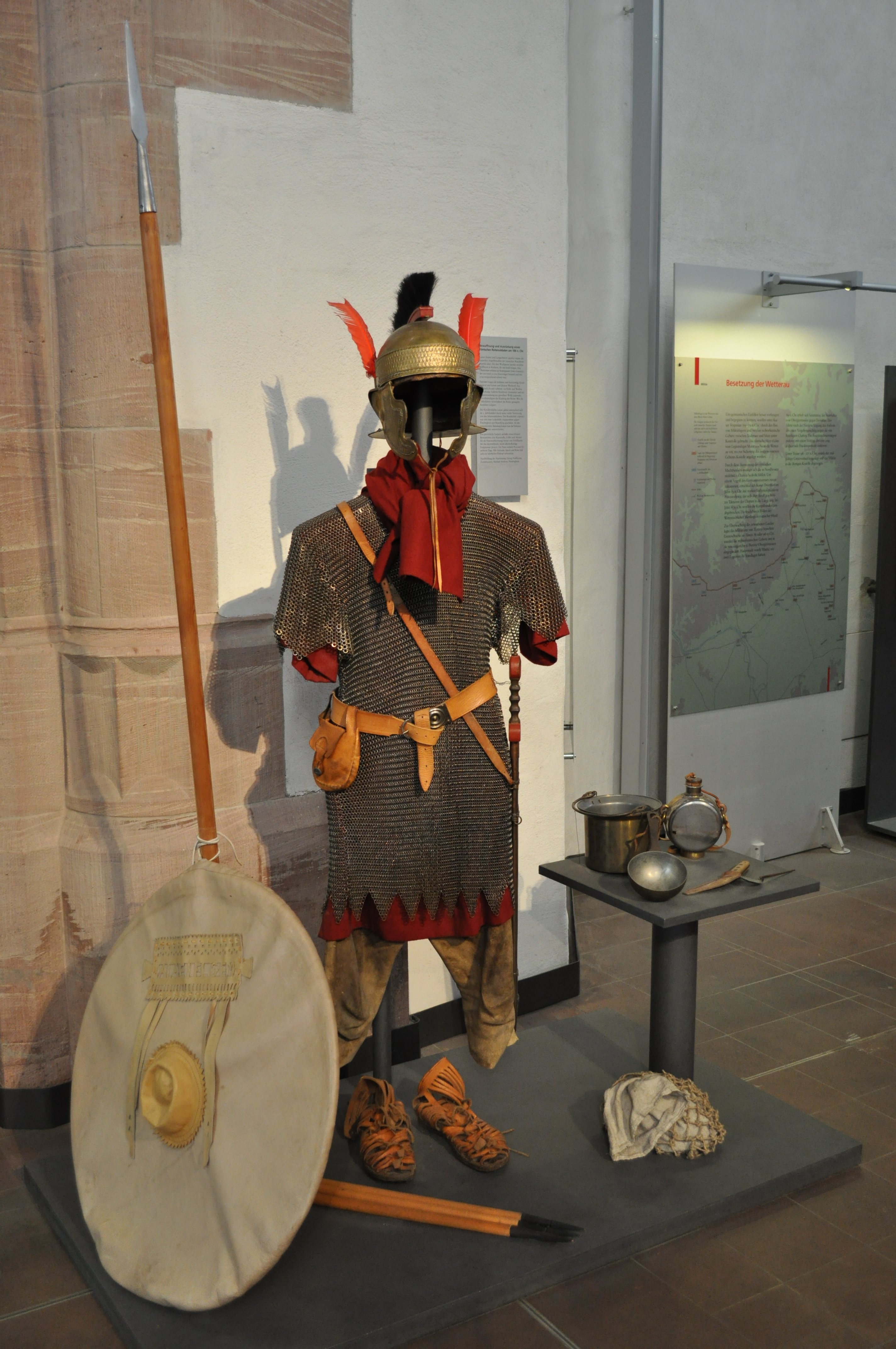